# Солодовников, Гаврила Гаврилович
Гаврила Гаврилович Солодовников (1826, Серпухов — 1901, Москва) — русский предприниматель и благотворитель, Действительный статский советник. 
Г. Г. Солодовников один из наиболее богатых московских купцов и домовладельцев, владелец магазина и театра в Москве; филантроп, направивший на благотворительность более 20 миллионов рублей. На его средства построены театр на Большой Дмитровке (впоследствии Московский театр оперетты), клиника при медицинском факультете Московского университета, ряд домов для бедных в Москве, сиротский приют, несколько училищ в четырёх губерниях России.

## Биография
Отец — серпуховской купец 3-й гильдии Гавриил Петрович Солодовников, торговавший на ярмарках бумажным товаром. Сын с раннего детства был привлечён к труду в отцовских лавках и не получил образования. Сразу после смерти отца и получения своей доли наследства (кроме него в семье было ещё четверо детей) перебрался в Москву, где повёл дело так хорошо, что уже в 20 лет стал московским 1-й гильдии купцом, в неполные 30 лет — потомственным почётным гражданином, а в неполные 40 — миллионером. Его капитал составлял больше 10 млн рублей. И при этом он прославился на всю Москву своей бережливостью и расчетливостью. О его скупости в повседневной жизни ходили легенды и анекдоты. Поговаривали, что он экономит на питании и дает копеечные чаевые.
Скончался 21 мая (3 июня) 1901 года, после длительной болезни.
На момент смерти его состояние оценивалось в 20 977 700 рублей. Из них родственникам он завещал 830 000 рублей. Оставшиеся 20 147 700 рублей Гаврила Гаврилович велел разбить на три равные части. Первую часть он приказал потратить на «устройство земских женских училищ в Тверской, Архангельской, Вологодской, Вятской губерниях». Вторую — «отдать на устройство профессиональных школ в Серпуховском уезде для выучки детей всех сословий и… на устройство там и содержание приюта безродных детей». Третью часть следовало отпустить «на строительство домов дешевых квартир для бедных людей, одиноких и семейных». Солодовников написал в завещании: «Большинство этой бедноты составляет рабочий класс, живущий честным трудом и имеющий неотъемлемое право на ограждение от несправедливости судьбы».
Личные архивы Гавриила Гавриловича Солодовникова хранятся в Государственном историческом музее (ГИМ), ф. 161, 100 ед. хр., 1891—1920.